# Dauði Baldrs
Dauði Baldrs — музичний альбом гурту Burzum. Виданий 14 жовтня 1997 року лейблом Misanthropy Records. Загальна тривалість композицій становить 39:10. Альбом відносять до напрямку dark ембієнт.

## Список композицій
Автор музики і слів Варґ Вікернес. 
| #     | Назва               | Переклад англійською (Варґ Вікернес) | Тривалість |
| ----- | ------------------- | ------------------------------------ | ---------- |
| 1.    | «Dauði Baldrs»      | The Death of Baldr                   | 8:49       |
| 2.    | «Hermoðr á Helferð» | Hermóðr on a Journey to Hel          | 2:41       |
| 3.    | «Bálferð Baldrs»    | Baldr's Balefire                     | 6:05       |
| 4.    | «Í heimr Heljar»    | In Hel's Home                        | 2:02       |
| 5.    | «Illa tiðandi»      | Ill Tidings                          | 10:29      |
| 6.    | «Móti Ragnarokum»   | Towards Ragnarök                     | 9:04       |
| 39:10 |                     |                                      |            |

## Виконавці
- Варґ Вікернес — вокал, синтезатор.